# Servicio Nacional de Adiestramiento en Trabajo Industrial
El Servicio Nacional de Adiestramiento en Trabajo Industrial (SENATI) es una institución de educación superior público-privada del Perú, que brinda capacitación técnica en la actividad industrial manufacturera y las labores de instalación, reparación y mantenimiento.
Fue creado el 19 de diciembre de 1961 mediante el decreto ley n.º 13771, debido a la necesidad de formar personal capacitado en el sector industrial. Su sede central está ubicada Lima, en una zona disputada entre los distritos de Independencia y San Martín de Porres.

## Historia
Los orígenes de Senati se remontan a 1959, cuando un grupo de empresarios planeaba crear un centro de capacitación de personal debido a la escasez de profesionales en el país. La Sociedad Nacional de Industrias respaldó el proyecto.
En 1961, Senati se constituyó por ley. En 1965, Fernando Belaúnde Terry inauguró la sede central ubicada en el distrito de San Martín de Porres, en Lima.
En 1966 la institución contaba con 440 alumnos.
En 2011, Alan García estableció por decreto ley que los egresados recibieran el título en nombre de la nación. En 2013, se oficializó la titulación de los primeros egresados.
En 2017, se lanzó el programa de posgrado Tech Senati, que no exigía tener titulación universitaria. Ofrecía especializaciones en planificación de proyectos y estudios de ingeniería.
En 2021, Senati puso en marcha la modalidad de ingreso y capacitación para los primeros ciclos de carrera técnica dirigida a los estudiantes de quinto de secundaria.

## Financiamiento
De acuerdo con la ley n.º 26272, el SENATI se debe sostener –además de los recursos propios– con las contribuciones de las personas naturales o jurídicas que se dediquen a las actividades industriales especificadas en la categoría D de la Clasificación Industrial Internacional Uniforme (CIUU). Dichas contribuciones provendrán de las retenciones del 0.75 % que efectúen sobre las remuneraciones de sus trabajadores.

## Carreras

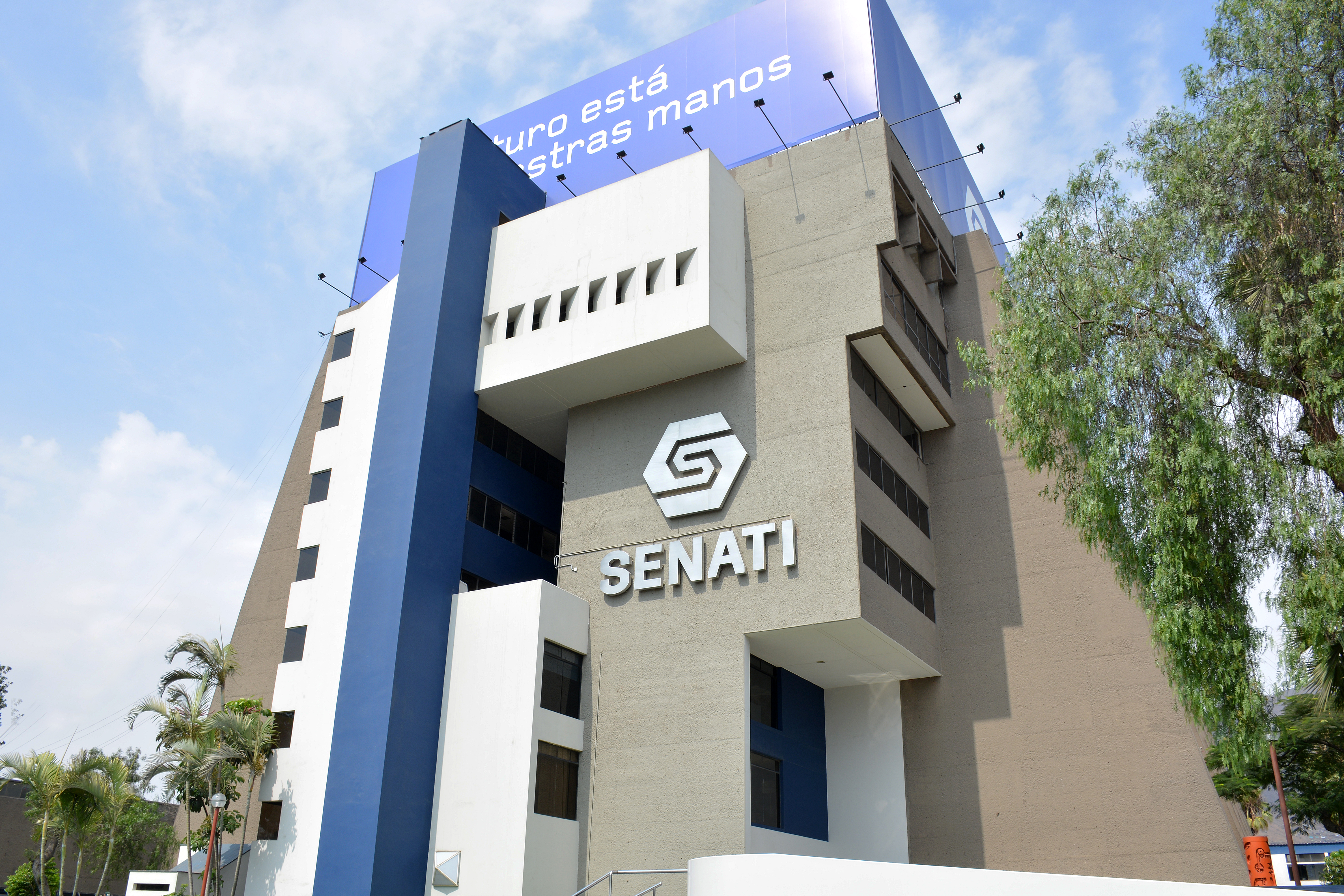
Sede Central.

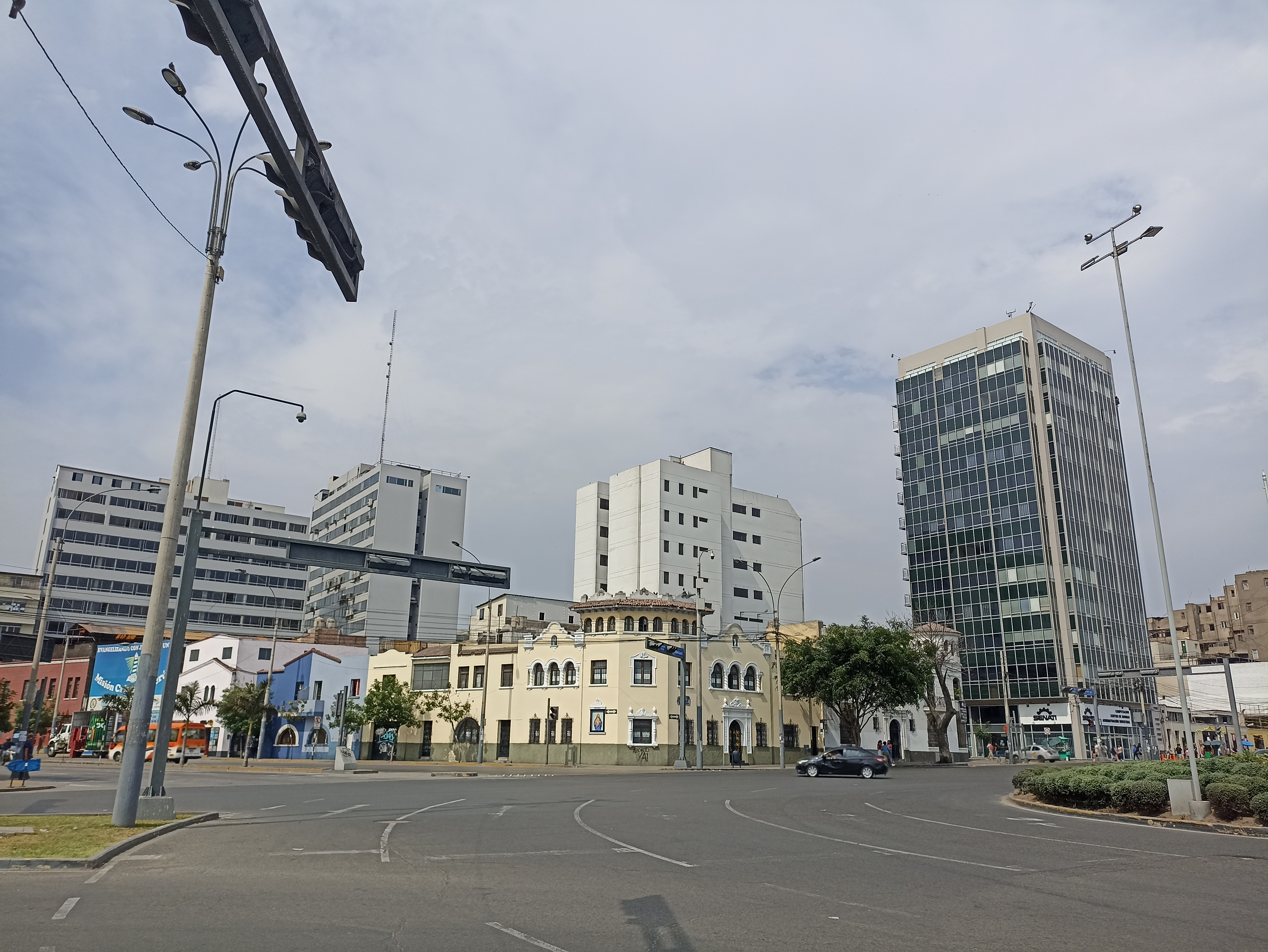
Sede Cercado de Lima ubicada en el Óvalo Jorge Chávez.

- Administración de empresas
- Agroindustria
- Artes Gráficas
- Confecciones
- Electrotecnia
- Hotelería y turismo
- Industrias alimentarias
- Informática
- Mecánica automotriz
- Metalmecánica
- Tecnologías ambientales
- Textilería